# Lordiphosa acuminata
Lordiphosa acuminata – gatunek muchówki z rodziny wywilżnowatych i podrodziny Drosophilinae.
Gatunek ten opisany został w 1952 roku przez Jamesa Edwarda Collina jako Drosophila acuminata.
Muchówka o ciele długości około 2 mm. Na głowie para szczecinek orbitalnych skierowanych w tył jest znacznie cieńsza niż ich para skierowana w przód. Listewka twarzowa wykształcona jest tylko w górnej części twarzy. Barwa głaszczków jest żółta z brązowawym wierzchołkiem u samca i brązowawa u samicy. Chetotaksję tułowia cechują cztery rzędy szczecinek środkowych grzbietu w przedniej części śródplecza oraz spośród trzech górnych par szczecinek sternopleuralnych przednia najkrótsza, a tylna najdłuższa. Użyłkowanie skrzydła odznacza się żyłką subkostalną bez sierpowatego zakrzywienia za żyłką barkową, tylną komórką bazalną zlaną z komórką dyskoidalną oraz wierzchołkowym odcinkiem żyłki medialnej M1+2 nie dłuższym niż trzykrotność odcinka tej żyłki między żyłkami poprzecznymi przednią i tylną. Samiec ma w narządach rozrodczych niewielkie, wyposażone w grzebień ząbków edyty.
Owad znany z Wielkiej Brytanii, Szwecji, Włoch, Czech, Słowacji, Węgier, Serbii, Czarnogóry i wschodniej Palearktyki.